# Groß Rogahn
Groß Rogahn ist ein südwestlich gelegener Ortsteil der Gemeinde Klein Rogahn, Landkreis Ludwigslust-Parchim. Urkundlich wurden 1345 die Ortschaften Klein und Groß Rogahn erstmals erwähnt. Das Gutshaus Groß Rogahn wurde etwa um 1900 errichtet. Groß Rogahn zählte 1933 281 Einwohner, 1939 298 Einwohner. Am 1. Januar 1951 wurde Groß Rogahn nach Klein Rogahn eingemeindet.